# Harald Brandl
Harald Brandl (* 1968) ist ein deutscher Jurist. Er ist seit Oktober 2023 Richter am Bundesfinanzhof.

## Leben und Wirken
Brandl trat 1996 nach Abschluss seiner juristischen Ausbildung beim Bayerischen Staatsministerium der Finanzen in die Finanzverwaltung ein. In den Jahren 2001 bis 2004 war er u. a. an den beiden Finanzämtern in Augsburg tätig, bevor er in die Ministerialverwaltung zurückkehrte. Ab September 2004 nahm er verschiedene, mehrjährige Aufgabenbereiche im Bayerischen Staatsministerium der Finanzen bzw. in der Bayerischen Staatskanzlei (Bayerische Landesvertretung in Berlin) wahr. So leitete er in der Steuerabteilung des Finanzministeriums in München von September 2004 bis Ende 2008 das für Abgabenordnung und Steuerstrafrecht zuständige Referat, von 2011 bis 2021 das Referat „Einkommensteuer mit Nebengesetzen, Gemeinnützigkeit“ und zuletzt das Referat „Umsatzsteuer, Verbrauchsteuern“. Brandl ist promoviert.
Nach der Ernennung zum Richter am Bundesfinanzhof am 1. Oktober 2023 wies das Präsidium Brandl dem VI. Senat zu, dessen Zuständigkeit die Lohnsteuer, außergewöhnliche Belastungen sowie Einkünfte aus Land- und Forstwirtschaft umfasst.